# Prosena arcuata
Prosena arcuata là một loài ruồi trong họ Tachinidae.